# Caratteri Shift Out e Shift In
I caratteri Shift Out (SO) e Shift In (SI), a volte chiamati "Control-O" e "Control-N", sono caratteri di controllo corrispondenti ai caratteri non stampabili numero 14 e 15 (0x0E e 0x0F) della tabella ASCII a 7 bit e facenti parte, in particolare, dei caratteri di controllo della stampa.

## Funzione
La funzione originale fornita da questi caratteri era quella di muovere su e giù il nastro bicolore, solitamente diviso longitudinalmente tra rosso e nero, in macchine da scrivere elettromeccaniche o telescriventi, come la Teletype Model 38, in modo da passare da un colore all'altro, automatizzando così la stessa funzione presente nelle macchine da scrivere manuali. Il colore predefinito era convenzionalmente il nero, che era così spostato all'esterno (in inglese: Shifted out) o rispostato all'interno (Shifted in) dall'altro colore del nastro.
I successivi avanzamenti tecnologici hanno poi portato ad un diverso utilizzo dei due caratteri, così ad esempio essi sono stati utilizzati per passare da un tipo di carattere, o da un sistema di codifica di caratteri, a un altro. Un caso è quello del KOI7, un sistema di codifica progettato per essere adoperato con il russo, in cui dopo lo SO la macchina iniziava a stampare utilizzando caratteri cirillici e dopo lo SI riprendeva utilizzando i caratteri latini. La coppia di caratteri SO/SI era anche utilizzata per passare all'utilizzo dei simboli pseudografici nel video terminale VT100 e all'utilizzo degli emoji nel software per smartphone dedicati al mercato giapponese della SoftBank Mobile.
La norma ISO/IEC 2022, intitolata "Tecnologia dell'informazione - Struttura del codice di carattere e tecniche di estensione", che specifica la struttura di codici a 8 e 7 bit che forniscono la codifica ad un set di caratteri, specifica, tra le altre cose, anche l'uso generalizzato della coppia SO/SI.